# Liste de creepypastas
 (novembre 2024).
Si vous disposez d'ouvrages ou d'articles de référence ou si vous connaissez des sites web de qualité traitant du thème abordé ici, merci de compléter l'article en donnant les références utiles à sa vérifiabilité et en les liant à la section « Notes et références ».
Une creepypasta est une légende urbaine effrayante diffusée sur Internet, pouvant se décliner sous plusieurs formats (image, vidéo, fichier son, texte accompagné d'images, de vidéos, de sons, etc.).

## Liste des creepypastas

### Les Backrooms
Les Backrooms sont un court passage initialement publié sur le forum /x/ de 4chan en 2019 comme légende d'une photographie d'un couloir avec des tapis et du papier peint jaunes. L'histoire prétend qu'en « noclip[ant] hors de la réalité », on peut entrer dans un royaume connu sous le nom de Backrooms, un désert vide de couloirs et de pièces avec rien d'autre que « la puanteur des vieux tapis humides, la folie du mono-jaune, le bruit de fond sans fin des lumières fluorescentes au bourdonnement maximum, et environ six cents millions de miles carrés de pièces vides segmentées au hasard dans lesquelles être piégés », ainsi que des entités malveillantes qui traquent le voyageur à travers trois zones distinctes des Backrooms, « Niveaux 0 à 2 ». Au fil du temps, The Backrooms s'est progressivement développé pour devenir un mythe, avec des écrivains en ligne ajoutant des informations sur de nouveaux niveaux, entités, objets et phénomènes au sein des Backrooms.
L'emplacement de la photographie originale qui a donné naissance à l'histoire de Backrooms n'a pas été identifié jusqu'au 29 mai 2024. Une équipe d'utilisateurs de Discord a découvert que la photographie avait été initialement publiée en 2003 sur un blog documentant la rénovation d'un Franchise HobbyTown à Oshkosh, Wisconsin. Les images des coulisses sont un exemple d'espaces liminaires.

#### Kane Pixels's Backrooms
Le 7 janvier 2022, YouTuber et artiste VFX Kane Parsons (connu en ligne sous le nom de Kane Pixels) a mis en ligne un court métrage d'horreur The Backrooms (Found Footage), qui suit un caméraman qui enregistre son expérience dans les Backrooms après une chute accidentelle. Depuis lors, il a été acclamé par les téléspectateurs, avec plus de 57 millions de vues en février 2024. Depuis la mise en ligne originale, Parsons a développé son interprétation de l'histoire des Backrooms avec plus de vidéos, y compris une adaptation cinématographique basée sur ses courts métrages, annoncée par A24 en février 2023.

### Cartoon Cat
Cartoon Cat est un cryptide hostile et une légende urbaine créée par l'artiste d'horreur canadien Trevor Henderson. C'est une créature féline géante qui ressemble à un chat de dessin animé des années 1930, d'où son nom. Il a été créé dans le jeu Minecraft.

### The Expressionless
The Expressionless est une histoire qui a été ajoutée au Tumblr Creepypasta en juin 2012. L'histoire se déroule en juin 1972, lorsqu'une femme est apparue au centre médical Cedars-Sinai vêtue seulement d'une robe trempée de sang. La femme avait un chaton serré dans la mâchoire. Elle a sorti l'animal et l'a jeté de côté, puis s'est effondrée. Les médecins ont décidé que la meilleure option serait de lui donner un sédatif. Après avoir tenté de lui donner un sédatif, la femme s'est levée du lit. Le personnel a tenté de la retenir, mais cela ne l'a pas empêchée de massacrer et de cannibaliser brutalement la majorité du personnel présent en utilisant ses dents acérées. Une femme médecin qui a survécu à l'attaque l'a surnommée « La Sans-expression », car tout au long de l'incident, le visage de la femme est resté complètement absent de toute expression, même au plus fort de son assaut furieux contre le personnel.

### Jeff the Killer

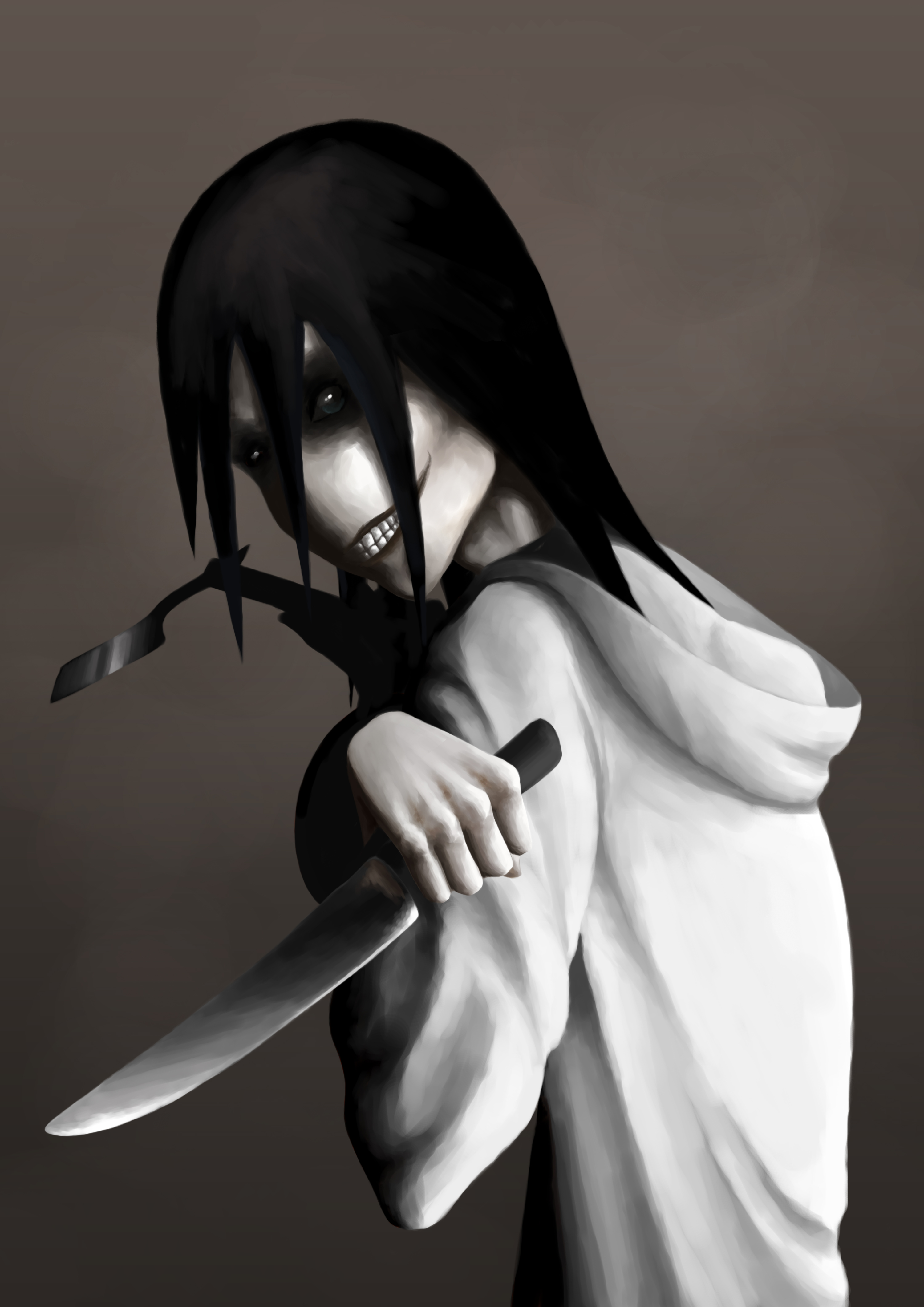
Représentation artistique de Jeff the Killer.

Jeff the Killer est une histoire accompagnée d'une image du personnage principal. Dans la version la plus remarquable de l'histoire de Jeff the Killer, née en 2011, un adolescent nommé Jeffrey Woods est attaqué par un groupe d'intimidateurs. Le combat se termine avec Jeff presque arrêté pour agression, dont son frère Liu est tenu responsable, et emmené dans une salle pour mineurs. Cela a rendu Jeff déprimé et introverti. Ses parents inquiets le forcent à aller à une fête, où il est approché par les mêmes tyrans avec lesquels il s'est battu auparavant. Alors qu'il parvient à tuer les intimidateurs, il est aspergé d'alcool pendant le combat et est incendié, souffrant de graves brûlures sur la majeure partie de son corps. Après être sorti de l'hôpital et avoir retiré ses bandages, Jeff commence à devenir fou lorsqu'il voit les brûlures qu'il a subies. Il se sculpte le visage pour laisser une cicatrice en forme de sourire, enlève ses paupières et tue sa famille. Il devient un tueur en série. Il tue en se faufilant dans les maisons la nuit et en chuchotant « Allez dormir » à ses victimes avant de les tuer.
L’histoire est rapidement devenue l’une des creepypastas les plus populaires et inspirera de nombreuses autres histoires, dont Jane the Killer. Le personnage de Jeff a été créé par l'utilisateur de DeviantArt « sesseur », le pseudonyme de Jeff Case d'Auburndale, en Floride. L'histoire ci-dessus n'a pas été réalisée par le sesseur lui-même, mais plutôt par « un fan de ses travaux antérieurs ». Sesseur a commencé à publier sur Jeff sur Newgrounds en 2008 sous le pseudonyme de killerjeff, décrivant un rituel de type Bloody Mary qui est censé être effectué pour invoquer Jeff. Selon l'histoire originale, Jeff « a accidentellement renversé un seau d'acide sur son visage en essayant de nettoyer sa baignoire ». Également dans l'histoire originale, le vrai nom de Jeff est Jeffrey C. Hodek, pas Jeffrey Woods.

### Momo Challenge
« The MOMO Challenge » ou simplement « Momo Challenge » et « Momo » est une légende urbaine sur Internet, un canular et Creepypasta sur un utilisateur humain ou humanoïde nommé "Momo" qui dit aux gens de se faire du mal.

### Penpal
Penpal est un roman creepypasta en six parties de Dathan Auerbach. Les histoires originales ont été publiées sur Reddit et rassemblées sous forme de livre de poche auto-publié en 2012.

### Le Rake

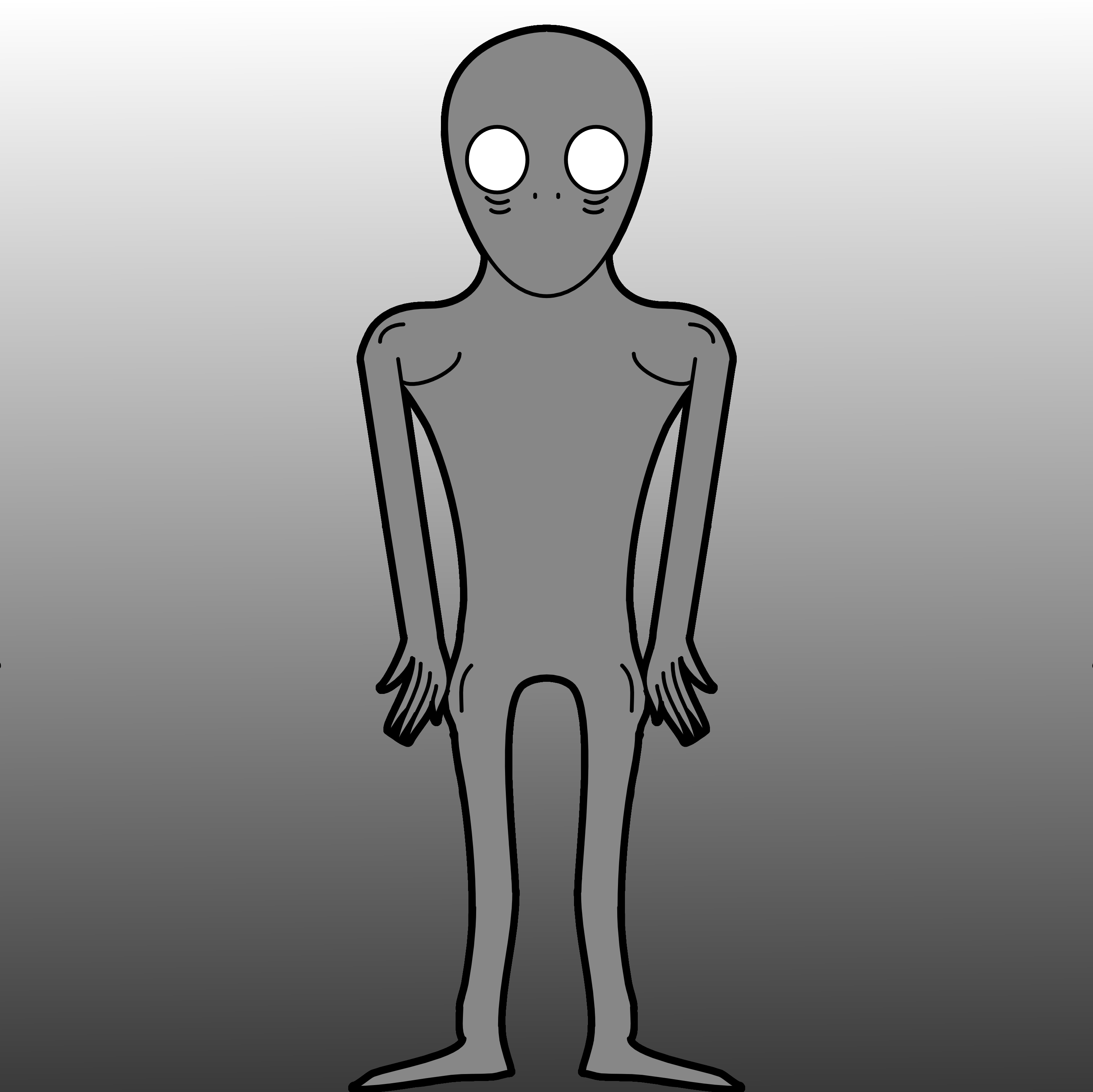
Représentation artistique du Rake.

Le Rake est une étrange créature humanoïde décrite comme ressemblant soit à un homme nu, soit à un grand chien sans poils dont les observations ont été rapportées sur quatre continents différents, parfois appelé « Skin-Walker », le plus ancien récit connu étant un journal de bord d'un marin. en 1691. Nommé ainsi pour ses griffes massives et incroyablement acérées, le Rake lacère ses victimes pendant leur sommeil et, dans certains cas, leur parle d'une voix aiguë. Ceux qui ont la chance de survivre à une rencontre avec le Rake finissent généralement par être traumatisés par son apparence et son comportement.
Le Rake est souvent répertorié comme l'un des monstres Creepypasta les plus célèbres. En 2018, un film basé sur le Rake est sorti sur TubiTV et Amazon Prime. Le film a été mal accueilli par la critique.

### Le Russian Sleep Experiment
Le Russian Sleep Experiment raconte l'histoire d'agents et de scientifiques soviétiques expérimentant à la fois sur des prisonniers politiques et des prisonniers de guerre pendant la Seconde Guerre mondiale, dans lesquels les prisonniers sont détenus dans une pièce fermée à clé qui était remplie d'un gaz expérimental pour empêcher le sommeil. Ce gaz mystérieux transforme les prisonniers en violents monstres ressemblant à des zombies. À la fin, le commandant demande à un chercheur d'entrer dans la pièce et de commencer à tuer les prisonniers, l'un d'eux prononçant « Tellement presque libre » ou « Enfin mis au repos » avant de mourir.

### Slender Man
Le Slender Man est un humanoïde dégingandé sans traits faciaux distinctifs, qui porte un costume noir caractéristique. Le personnage est né d'un concours Photoshop Something Awful en 2009, avant d'être présenté plus tard comme l'antagoniste principal du jeu de réalité alternative Marble Hornets. Selon la plupart des histoires, il cible les jeunes qui seraient censés aller dans sa forêt à sa recherche. La légende a également suscité une controverse avec le coup de couteau de Slender Man en 2014. Le personnage apparaît dans divers films, séries télévisées et jeux vidéo et reste dans les mémoires comme l’une des légendes urbaines Internet les plus emblématiques des années 2010.

### Siren Head

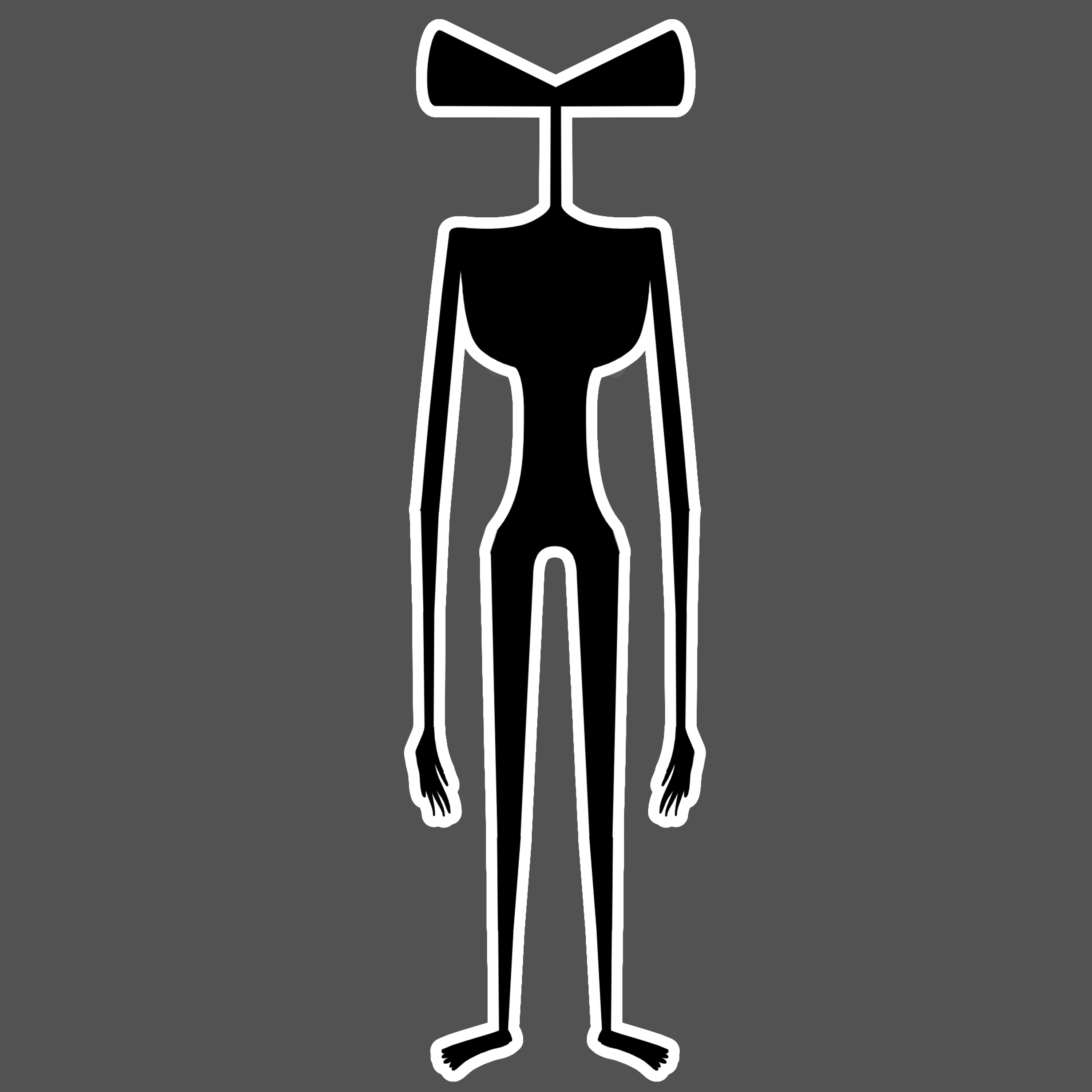
Animation de Siren Head.

Créé par un illustrateur de Torronto, Trevor Henderson, en 2018, Siren Head est un grand peronnage mince et squelettique avec une peau desséchée et deux sirènes sur la tête. Les sirènes hurlent parfois des mots aléatoires d'une voix « statique » ; dans d'autres histoires, ils crient de la musique brouillée et des reportages radio, ou des sons de gens criant à l'aide. Siren Head est devenue populaire en ligne en 2020, pour le plus grand plaisir surpris d'Henderson. Il a été présenté dans des vidéos virales YouTube et TikTok, ainsi que dans de nombreux jeux indépendants à l'esthétique rétro, ce qui a permis à Henderson de gagner de nombreux fans adolescents. Certains YouTubers ont créé un modèle du monstre de 3,7 m (12 pieds), et le développeur individuel Modus Interactive a créé un jeu Siren Head auquel ont joué les YouTubers Markiplier et Jacksepticeye. Les auteurs de PC Gamer et The Daily Dot ont comparé les creepypasta à Slender Man. C'était le sujet d'un épisode de l'émission Monstrum sur PBS. Dans une vidéo YouTube de VIZ Media où le mangaka d'horreur Junji Ito a vu des photos de monstres Internet, il a considéré Siren Head comme le meilleur.

### Ted le spéléologue
Ted le spéléologue a débuté en tant que site Web Angelfire au début de 2001, documentant les aventures d'un homme et de ses amis alors qu'ils exploraient une grotte locale. L'histoire se présente sous la forme d'une série d'articles de blog. Au fur et à mesure que les explorateurs avancent dans la grotte, d'étranges hiéroglyphes et vents sont rencontrés. Dans un dernier article de blog, Ted écrit que lui et ses compagnons apporteront une arme à feu dans la grotte après avoir vécu une série de cauchemars et d'hallucinations. Le blog n'a pas été mis à jour depuis le message final.[45] En 2013, une adaptation cinématographique indépendante de l'histoire est sortie, intitulée Living Dark: The Story of Ted the Caver.

### Zalgo

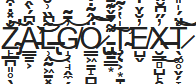
Texte Zalgo.

Zalgo est un personnage récurrent de creepypasta qui est alternativement interprété comme une divinité, une force surnaturelle abstraite ou un collectif secret. Le concept est né en 2004 sur les forums Something Awful, avec des modifications de dessins animés représentant des personnages en train de muter et de saigner des yeux tout en faisant l'éloge de Zalgo. Les représentations étaient associées à une forme unique de texte déformé, connu sous le nom de texte Zalgo.

### Giant Alexe
Giant Alexe est une creepypasta de Minecraft. C'est une Alexe géante de la taille d'un zombie géant couvert de sang et les yeux sans globe oculaire qui terrorise les joueurs, elle est fantomatique.

### Herobrine

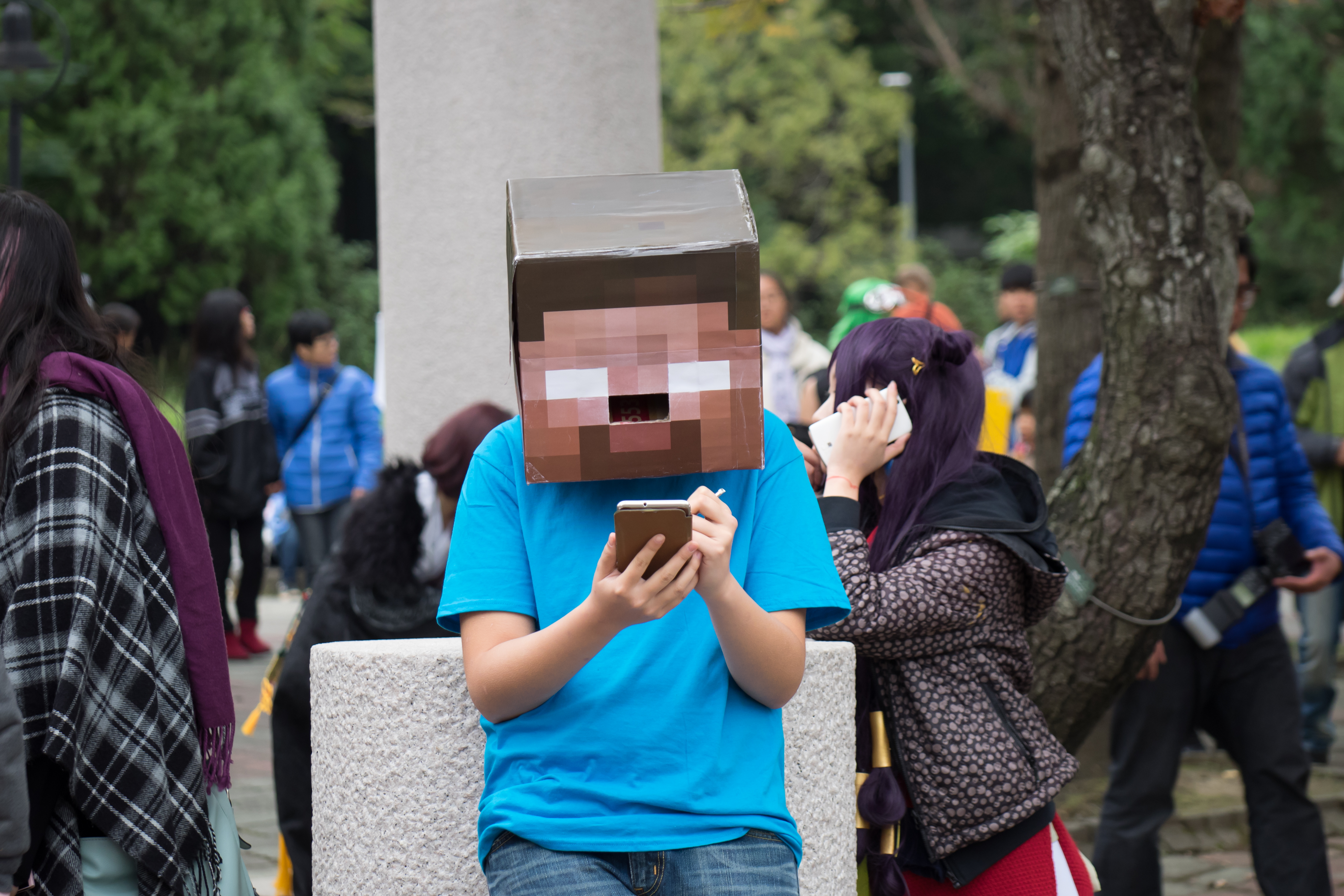
Cosplay d’Herobrine

Herobrine est considéré comme l'un des premiers creepy pasta de minecraft et des creepy-pasta.
Elle débute lors des débuts de minecraft lorsqu'un joueur poste sur internet une photo prise dans le jeu dans lequel le joueur cite avoir trouvé un joueur sans nom alors que son serveur était en privé. Le joueur inconnu s'enfuit et l'utilisateur décide de le poursuivre mais ne trouveras rien . La légende raconte que ce soit le frère décédé de Notche le créateur de minecraft qu'il désapprouvera plusieurs fois . Herobrine est un Steve tout à fait normal mais avec des yeux entièrement blanc. La légende pris une telle ampleur que les développeurs décidèrent d´écrire à chaque mise-à jour que Herobrine fut effacé.Il aurait été utilisé comme personnage dans Monster School sur youtube .

## Épisode perdu de creepypastas
L'épisode perdu est un sous-genre courant de creepypasta et tourne autour d'épisodes perdus de diverses propriétés médiatiques. Ces épisodes perdus sont généralement expliqués comme ayant été empêchés de diffuser ou retirés pendant la diffusion en raison d'aspects controversés, matures ou troublants présentés, tels que la violence graphique, le sang et les thèmes pour adultes. Le contenu dérangeant de l'épisode conduit généralement le narrateur (ou un de ses amis, un membre de sa famille ou même ses enfants) à être traumatisé et à faire divers cauchemars.

## Creepypastas de jeux vidéos
Ces creepypastas se concentrent généralement sur les jeux vidéo contenant un contenu grotesque ou violent ; ce contenu peut se répandre dans le monde réel et amener le joueur à se faire du mal ou à autrui. De nombreuses creepypastas de jeux vidéo impliquent des entités malveillantes telles que des fantômes ou une intelligence artificielle.